# Gasthof zur Krone (Wemding)

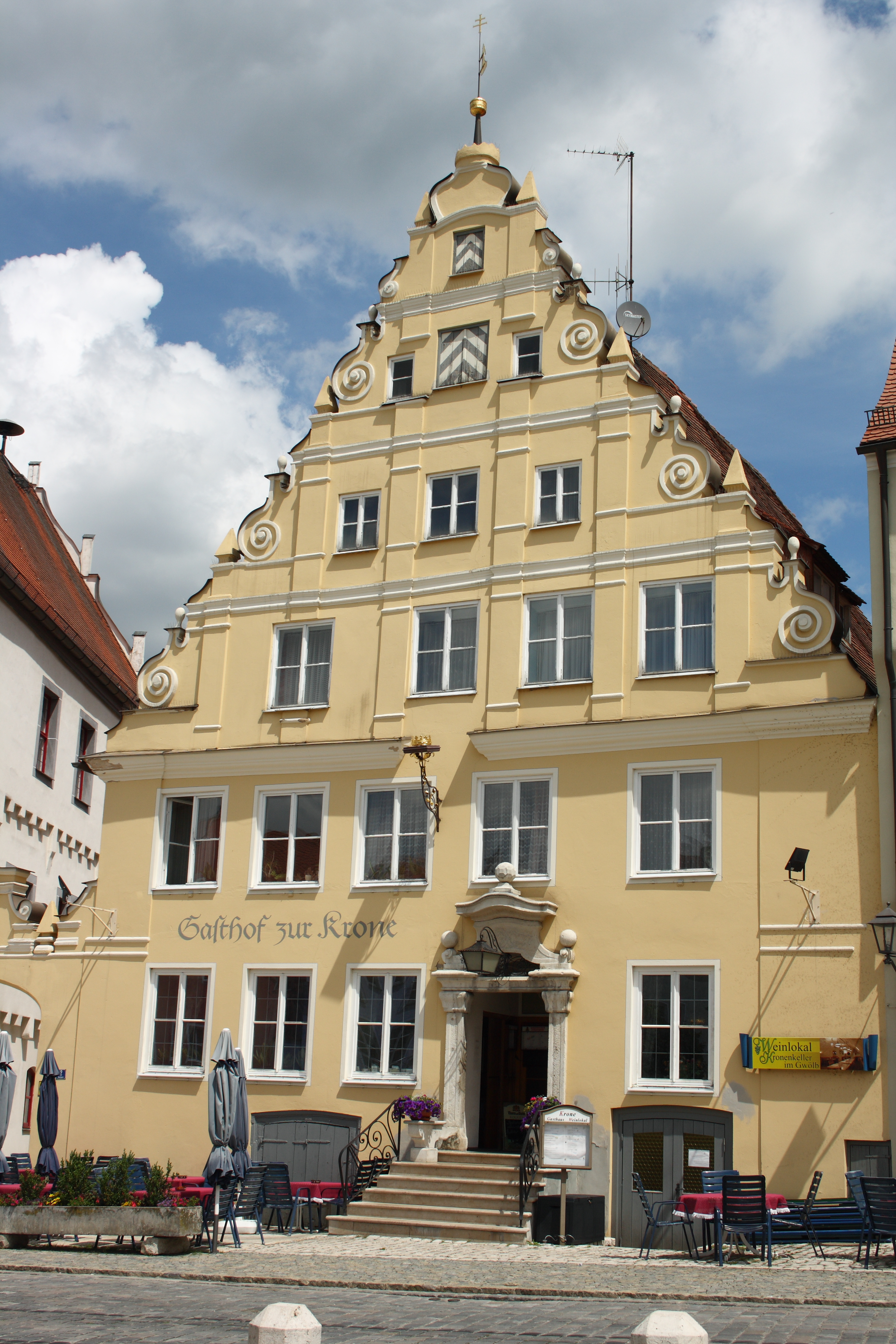
Gasthof zur Krone in Wemding

Der Gasthof zur Krone in Wemding, einer Stadt im schwäbischen Landkreis Donau-Ries in Bayern, wurde 1727 errichtet. Das Gasthaus am Marktplatz 2 ist ein geschütztes Baudenkmal.
Der zweigeschossige Satteldachbau mit Ecklisenen besitzt profilierte Trauf- und Giebelsohlgesimse. Der viergeschossige Volutengiebel ist mit Lisenen, Gesimsen und aufgesetzten Obelisken dekoriert. Das mit Pilastern gerahmte Portal mit Schweifgiebel und Kugelaufsätzen ist mit der Jahreszahl 1727 bezeichnet. Das segmentbogige Hoftor mit ädikulaartigem, von Volutenschenkeln und Obelisken flankiertem Aufsatz entstand ebenfalls um 1727.